# Бюлер (река)
Бюлер (нем. Bühler) — река в Германии, протекает по земле Баден-Вюртемберг, речной индекс 23866. Длина реки — около 48 км. Площадь водосборного бассейна 277 км².

## География
Исток находится на хребте Бюхельбергер неподалёку от Поммертсвайлера. Впадает в Кохер в Гайслинген-ам-Кохер.

## Общие сведения
Название происходит от кельтского слова bilerna — «мерцающая». Общая длина реки 48,5 км. Высота истока 467 м. Высота устья 247 м.
Река имеет два крупных (более 10 км) притока: Фишах (14,2 км) и Шмерах (14 км).